# Рељов
Рељов (слч. Reľov) насељено је мјесто са административним статусом сеоске општине (слч. obec) у округу Кежмарок, у Прешовском крају, Словачка Република.

## Становништво
| Година:    | 1994. | 2004.   | 2014.   | 2024.   |
| ---------- | ----- | ------- | ------- | ------- |
| Број људи: | 343   | 359     | 365     | 337     |
| Разлика:   |       | +4,66 % | +1,67 % | -7,67 % |

| Година:    | 2023. | 2024.   |
| ---------- | ----- | ------- |
| Број људи: | 339   | 337     |
| Разлика:   |       | -0,58 % |

Према подацима о броју становника из 2024. године насеље је имало 337 становника.